# Randiztam egy sztárral
A Randiztam egy sztárral (eredeti cím: Starstruck) 2010-ben bemutatott amerikai zenés tévéfilm a Disney Channel eredeti produkciójában, Sterling Knight és Danielle Campbell főszereplésével. Michael Grossman rendezte, a forgatókönyvet Barbara Johns és Annie DeYoung írta.
Az Amerikai Egyesült Államokban 2010. február 14-én mutatták be, Magyarországi premierje 2010. május 1-én volt a Disney Channel-en. 2010. május 16-án DVD-n is megjelent.

## Cselekmény
|  | Alább a cselekmény részletei következnek! |

Sarah és Jessica Olson testvérek. Sarah oda van Christopher Wilde-ért, a híres énekesért. Jessicának azonban elege van belőle, hogy nővére minden pillanatban Christ emlegeti. A két lány elmegy meglátogatni rég nem látott nagyijukat Los Angelesbe, ahol Chris is lakik. Sarah mindenképpen szeretne találkozni kedvencével, s végül ráveszi húgát, Jesst, hogy kísérje el Chris barátnőjének, Alexisnek a születésnapi koncertjére. Christopherre vadásznak a lesifotósok, ezért a koncert helyszínének épületét egy hátsó ajtón kell megközelítenie. Jess aggódik nővére miatt, hogy hol marad ilyen sokáig, ezért útnak indul, hogy megkeresse. Azonban amikor Jess a hátsó ajtónál jár, Chris épp akkor nyitja ki azt, így sikerül Jesst fejbe vernie.
Chris beviszi a kórházba, de édesanyja hívja, hogy haza kell mennie az otthon rendezett partira. Jesst is magával kell vinnie, majd elbújtatni a házukban, ameddig ő koncertet tart. Végül hazaviszi Jesst. Másnap Sarah a tengerpartra megy Jessicával, hogy láthassa Christophert szörfözni. Jess találkozik Chrisszel és segít neki kitérni a lesifotósok elől. Ám rossz úton járnak és eltévednek. Petúnia, Jess mamájának kocsija elsüllyed a mocsárban. Vissza kell jutniuk a partra, ha azt akarják, hogy Sarah ne verje ki a balhét. Nagyon jól érzik magukat, s a parton majdnem elcsattan az első csók, amikor két szörfös srác félbeszakítja őket. Elbúcsúznak és Jess soha többé nem akarja látni a fiút, amiért ilyen gyorsan lekoppintotta őt.
Eközben Alexis szakít Chrisszel. Jessék hazautaznak Michiganbe. Azonban a lesifotósok a tengerparton készült képekkel zaklatják Jesst. Jess megmondja nekik az igazat, miszerint csak tönkreteszik a sztárok életét. Az ügy lezárul, a fotósok békén hagyják Chriséket. Mindenki az iskolai bálra készül, amikor Jesst Sarah barátnője, AJ megsérti, de végül sikerül Sarahnak rávennie húgát, hogy menjenek el a bálra. A bálon egyszer csak minden elsötétül, s a színpadon Christopher Wilde tűnik fel. Egy dalt énekel Jessica számára, majd bocsánatot kér tőle. Jess nehezen, de megbocsát neki. Chris nyilatkozik a tévének és bejelenti párkapcsolatát a lánnyal. Chris betartja a szavát, és Jessnek adja a féltett napszemüvegét, majd együtt folytatják tovább a báli táncot.
|  | Itt a vége a cselekmény részletezésének! |

## Szereplők
| Szerep                     | Színész              | Magyar hang   |
| -------------------------- | -------------------- | ------------- |
| Christopher Wilde          | Sterling Knight      | Szabó Máté    |
| Jessica Olson              | Danielle Campbell    | Kardos Eszter |
| Sara Olson                 | Maggie Castle        | Csifó Dorina  |
| Albert J. "Stubby" Stubbin | Brandon Mychal Smith | Gacsal Ádám   |
| Alexis Bender              | Chelsea Staub        | Mezei Kitty   |
| Barbara Olson              | Beth Littleford      | Szórádi Erika |
| Dean Olson                 | Dan O'Connor         | Holl Nándor   |
| Sherry Wilde               | Lauren Bowles        | Kovács Nóra   |
| Daniel Wilde               | Ron Pearson          | Rosta Sándor  |
| Alan Smith                 | Matt Winston         | Lux Ádám      |
| Libby Lam                  | Toni Trucks          | Ősi Ildikó    |
| Olson nagyi                | Alice Hirson         | Halász Aranka |
| Howard                     | Hugh Dane            | Orosz István  |
| Dr. Sanjay Lad             | Sunkrish Bala        | Juhász Zoltán |

## Filmzene
A film azonos című albuma 2010. február 9-én jelent meg az Amerikai Egyesült Államokban.

### Számlista
|     | Cím                                 | Előadó(k)                              | Hossz |
| --- | ----------------------------------- | -------------------------------------- | ----- |
| 1.  | Starstruck                          | Sterling Knight                        | 2:58  |
| 2.  | Shades                              | Sterling Knight                        | 3:03  |
| 3.  | Hero                                | Sterling Knight & Brandon Mychal Smith | 3:17  |
| 4.  | Something About the Sunshine        | Sterling Knight & Anna Margaret        | 3:07  |
| 5.  | What You Mean to Me                 | Sterling Knight                        | 4:17  |
| 6.  | Party Up                            | Brandon Mychal Smith                   | 3:16  |
| 7.  | Got to Believe                      | Sterling Knight                        | 3:20  |
| 8.  | Hero (Unplugged)                    | Sterling Knight & Brandon Mychal Smith | 2:33  |
| 9.  | Something About the Sunshine (Solo) | Anna Margaret                          | 3:06  |
| 10. | New Boyfriend                       | Anna Margaret                          | 3:05  |
| 11. | Welcome to Hollywood                | Mitchel Musso                          | 2:29  |
| 12. | Make a Movie                        | Jasmine Sagginario                     | 3:10  |

## Premierek
| Ország                    | Dátum                                                            |
| ------------------------- | ---------------------------------------------------------------- |
| Amerikai Egyesült Államok | 2010. február 14.                                                |
| Hollandia                 | 2010. március 26.                                                |
| Mexikó                    | 2010. április 18.                                                |
| Spanyolország             | 2010. május                                                      |
| Magyarország              | 2010. május 1. (Disney Channel) 2010. május 16. (DVD megjelenés) |
| Németország               | 2010. május 7.                                                   |
| Argentína                 | 2010. május 19. (DVD megjelenés)                                 |
| Ausztrália                | 2010. május 31. (DVD megjelenés)                                 |
| Svédország                | 2010. június 2. (DVD megjelenés)                                 |
| Olaszország               | 2010. június 5.                                                  |
| Japán                     | 2010. június 25.                                                 |
| Oroszország               | 2010. december 7. (DVD megjelenés)                               |

## Fordítás
- Ez a szócikk részben vagy egészben  a   Starstruck (2010 film) című angol Wikipédia-szócikk fordításán alapul.  Az eredeti cikk szerkesztőit annak laptörténete sorolja fel. Ez a jelzés csupán a megfogalmazás eredetét és a szerzői jogokat jelzi, nem szolgál a cikkben szereplő információk forrásmegjelöléseként.